# Saint-Max
Saint-Max és un municipi francès situat al departament de Meurthe i Mosel·la i a la regió del Gran Est. L'any 2007 tenia 10.050 habitants.

## Demografia

### Població
El 2007 la població de fet de Saint-Max era de 10.050 persones. Hi havia 4.897 famílies, de les quals 2.117 eren unipersonals (636 homes vivint sols i 1.481 dones vivint soles), 1.327 parelles sense fills, 949 parelles amb fills i 504 famílies monoparentals amb fills.
La població ha evolucionat segons el següent gràfic:
Habitants censats

### Habitatges
El 2007 hi havia 5.345 habitatges, 5.029 eren l'habitatge principal de la família, 37 eren segones residències i 278 estaven desocupats. 1.607 eren cases i 3.734 eren apartaments. Dels 5.029 habitatges principals, 2.630 estaven ocupats pels seus propietaris, 2.329 estaven llogats i ocupats pels llogaters i 70 estaven cedits a títol gratuït; 219 tenien una cambra, 623 en tenien dues, 1.190 en tenien tres, 1.756 en tenien quatre i 1.242 en tenien cinc o més. 2.846 habitatges disposaven pel capbaix d'una plaça de pàrquing. A 2.780 habitatges hi havia un automòbil i a 997 n'hi havia dos o més.

### Piràmide de població
La piràmide de població per edats i sexe el 2009 era:
| Homes | Edats   | Dones |
| ----- | ------- | ----- |
| 4     | 95 o +  | 24    |
| 36    | 90 a 94 | 76    |
| 40    | 85 a 89 | 128   |
| 112   | 80 a 84 | 112   |
| 184   | 75 a 79 | 344   |
| 172   | 70 a 74 | 364   |
| 192   | 65 a 69 | 308   |
| 164   | 60 a 64 | 300   |
| 196   | 55 a 59 | 200   |
| 296   | 50 a 54 | 432   |
| 448   | 45 a 49 | 436   |
| 364   | 40 a 44 | 388   |
| 340   | 35 a 39 | 352   |
| 336   | 30 a 34 | 412   |
| 480   | 25 a 29 | 504   |
| 285   | 20 a 24 | 424   |
| 364   | 15 a 19 | 272   |
| 324   | 10 a 14 | 300   |
| 296   | 5 a 9   | 316   |
| 324   | 0 a 4   | 300   |

## Economia
El 2007 la població en edat de treballar era de 6.433 persones, 4.777 eren actives i 1.656 eren inactives. De les 4.777 persones actives 4.292 estaven ocupades (2.067 homes i 2.225 dones) i 485 estaven aturades (262 homes i 223 dones). De les 1.656 persones inactives 526 estaven jubilades, 644 estaven estudiant i 486 estaven classificades com a «altres inactius».

### Ingressos
El 2009 a Saint-Max hi havia 4.799 unitats fiscals que integraven 9.547,5 persones, la mediana anual d'ingressos fiscals per persona era de 18.928 €.

### Activitats econòmiques
Dels 343 establiments que hi havia el 2007, 10 eren d'empreses alimentàries, 11 d'empreses de fabricació d'altres productes industrials, 34 d'empreses de construcció, 56 d'empreses de comerç i reparació d'automòbils, 10 d'empreses de transport, 19 d'empreses d'hostatgeria i restauració, 11 d'empreses d'informació i comunicació, 22 d'empreses financeres, 17 d'empreses immobiliàries, 42 d'empreses de serveis, 79 d'entitats de l'administració pública i 32 d'empreses classificades com a «altres activitats de serveis».
Dels 83 establiments de servei als particulars que hi havia el 2009, 1 era una oficina de correu, 7 oficines bancàries, 1 funerària, 4 tallers de reparació d'automòbils i de material agrícola, 3 autoescoles, 6 paletes, 4 guixaires pintors, 2 fusteries, 9 lampisteries, 6 electricistes, 3 empreses de construcció, 11 perruqueries, 3 veterinaris, 9 restaurants, 7 agències immobiliàries, 4 tintoreries i 3 salons de bellesa.
Dels 23 establiments comercials que hi havia el 2009, 1 era un hipermercat, 1 una gran superfície de material de bricolatge, 1 una botiga de més de 120 m², 10 fleques, 2 carnisseries, 2 llibreries, 1 una llibreria, 1 una sabateria, 2 drogueries i 2 floristeries.
L'any 2000 a Saint-Max hi havia 3 explotacions agrícoles.

## Equipaments sanitaris i escolars
El 2009 hi havia 1 centre de salut i 5 farmàcies.
El 2009 hi havia 4 escoles maternals i 5 escoles elementals.

## Poblacions més properes
El següent diagrama mostra les poblacions més properes.